# Pseudomys patrius
Pseudomys patrius é uma espécie de roedor da família Muridae.
Apenas pode ser encontrada na Austrália.